# Gonomyia (Leiponeura) hestica
Gonomyia (Leiponeura) hestica is een tweevleugelige uit de familie steltmuggen (Limoniidae). De soort komt voor in het Oriëntaals gebied.